# Buakaw Banchamek
Buakaw Banchamek (in thailandese บัวขาว บัญชาเมฆ; Surin, 8 maggio 1982) è un thaiboxer thailandese.
Fino al 2012 era noto come Buakaw Por. Pramuk in quanto membro del team Por. Pramuk Gym.
È stato campione di muay thai del World Muay Thai Council (WMC) nel 2006 e due volte campione di K-1 MAX nel 2004 e 2006; ha vinto inoltre il prestigioso torneo S-Cup di shoot boxing nel 2010.
Buakaw è stato anche un calciatore professionista ed ha militato nella Regional Division 2 League con il club RBAC F.C..

## Biografia

### Giovinezza
Nato sotto il nome di Sombat Banchamek, ha iniziato la sua carriera di lottatore all'età di 8 anni, prima partecipando agli incontri nella sua città natale, Surin, nel nord-est del paese, e poi trasferendosi a Bangkok all'età di 15 anni. Da questo punto della sua vita, fino al 2012, lotta sotto il nome di Buakaw Por. Pramuk, nome anche della palestra che frequenta (come da abitudine in Thailandia).

### K-1

#### K-1 World MAX 2004
Buakaw ha iniziato a collezionare vittorie nei diversi campionati nazionali di Muay Thai, ma ha avuto il suo debutto internazionale nel 2004 quando ha preso parte per la prima volta al K-1 MAX World championship, una delle più importanti competizioni mondiali di kickboxing. Il debuttante Buakaw vinse quell'edizione.
- sconfigge prima Jordan Tai per decisione
- ai quarti di finale batte John Wayne Parr
- in semifinale trova Takayuki Kohiruimaki, mandato KO
- in finale si scontra con il precedente campione Masato, vincendo per decisione.

#### K-1 World MAX 2005
Ha partecipato nuovamente al K-1 nel 2005 ma, pur arrivando in finale, è stato sconfitto dall'olandese Andy Souwer.
- agli ottavi vince contro Vasily Shish
- ai quarti di finale sconfigge Jadamba Narantungalag
- in semifinale trova Albert Kraus e vince.
- in finale perde per decisione degli arbitri contro Andy Souwer.

#### K-1 World MAX 2006
L'anno successivo, affrontando nuovamente in finale Souwer, lo ha mandato KO e si è laureato nuovamente campione di K-1, divenendo inoltre il primo lottatore ad essersi aggiudicato il titolo per due volte.
- nella prima fase eliminatoria vince contro Virgil Kalakoda
- ai quarti manda KO il giapponese Yoshihiro Sato
- in semifinale affronta Gago Drago e passa il turno per decisione
- in finale ritrova Andy Souwer ma in questa edizione lo batte con un KO.

#### K-1 World MAX 2007
Il terzo titolo gli è sfuggito nel 2007, venendo sconfitto ai quarti di finale da Masato per decisione unanime.
- Vince la prima eliminatoria contro Nieky Holzken
- Perde ai quarti di finale contro Masato.

#### K-1 World MAX 2008
Nel 2008 subisce la sua prima sconfitta per KO nel K-1 MAX World Championship contro Yoshihiro Sato, dopo aver subito una ginocchiata sinistra al fegato, una serie di pugni e poi finito con un gancio destro.

#### K-1 World MAX 2009
Nel torneo del 2009 supera nel primo turno il brasiliano Andre Dida e nei quarti di finale ha la meglio anche sul fuoriclasse olandese Nieky Holzken, ma in semifinale si arrese a Andy Souwer in un combattutissimo incontro.

#### K-1 World MAX 2014
Nel 2014 Buakaw rimane ancora sotto contratto con K-1 mentre tutti i migliori atleti erano passati alla Glory.
Nel torneo di quell'anno supera per KO lo spagnolo David Calvo, nei quarti di finale vince ai punti contro il cinese Zhou Zhipeng ed in semifinale ha la meglio anche sul sudcoreano Lee Sung-Hyun.
In finale affrontò il tedesco Enriko Kehl e dopo i tre round regolamentari l'incontro terminò in parità, imponendo agli atleti un quarto round supplementare: a quel punto per motivi contrattuali Buakaw si rifiutò di tornare nel ring, lasciando la vittoria all'avversario.

### S-Cup
Nel 2010 non partecipa al K-1 MAX World championship ma entra nel torneo S-Cup di shoot boxing, nel quale Andy Souwer è tre volte campione. Souwer viene sconfitto in semi finale da Toby Imada. Buakaw sconfigge Imada con un TKO nel secondo round e vince così il torneo S-Cup.

### Ultimi anni
Nel Thai Fight 70kg del 2011 vince la semi-finale con KO al terzo round con una gomitata contro Mickael Piscitello e il 18 dicembre 2011 vince il titolo Thai Fight 70kg Tournament sconfiggendo Franki Giorgi per decisione unanime.
Dal 1º marzo 2012 lascia la sua palestra, la Por. Pramuk Gym. Attraverso un'apparizione televisiva sul talk show Thai TV fa sapere che il motivo del suo abbandono è stato causato da gravi problemi insorti dal 2009 con la sua palestra.
Il 17 marzo 2012, lo sponsor Yokkao Boxing annuncia tramite Twitter che Buakaw tornerà ad allenarsi e si riferiscono a lui chiamandolo Buakaw Banchamek. Torna ad allenarsi nella sua nuova palestra, Banchamek Gym, il 22 marzo 2012. Il 17 aprile 2012 era in programma la sfida contro Mickäel Cornubet al Thai Fight 2012, ma con un colpo di scena, combatte con il russo Rustem Zaripov, vincendo per KO.
Il 18 luglio 2013, viene annunciato che Buakaw, dopo un periodo in cui gli sono stati negati i combattimenti per questioni legali con Thai Fight, tornerà a combattere.
Il 15 luglio ha infatti fatto sapere al tribunale, tramite il suo avvocato che intende terminare il suo contratto con Thai Fight.
Il 20 Giugno 2023, Buakaw perde ai punti la semifinale del torneo TopKing World Series contro il russo Khayal Dzhaniev e viene tagliato sulla testa dai gomiti dell'avversario. Nel Luglio 2023 decide di  ritirarsi dal ranking professionistico.

## Filmografia
Nel 2010, Buakaw partecipa al film di arti marziali Samurai Ayothaya, basato sulla vita di Yamada Nagamasa.

## Incontri
| Data       | Avversario         | Risultato       | Vinto/Perso per: | Evento                                                                                       | Location                      |
| ---------- | ------------------ | --------------- | ---------------- | -------------------------------------------------------------------------------------------- | ----------------------------- |
| 28-07-2015 | Khayal Dzhaniev    | Perso           | Decisione        | TopKing World Series 2015                                                                    | Bangkok, Thailandia           |
| 10-08-2013 | Dong Wenfei        | Vincitore/trice | Decisione        | MAX World Champion 2013 - Third round                                                        | Henan, Cina                   |
| 16-12-2012 | Vitaly Gurkov      | Vincitore/trice | Decisione        | Thai Fight 2012: King of Muay Thai Tournament Finals, 70 kg Tournament - Finale              | Bangkok, Thailandia           |
| 25-11-2012 | Tomoyuki Nishikawa | Vincitore/trice | Decisione        | Thai Fight 2012: King of Muay Thai Tournament 2nd Round, 70 kg Tournament - Semi finali      | Nakhon Ratchasima, Thailandia |
| 23-10-2012 | Mauro Serra        | Vincitore/trice | TKO              | Thai Fight 2012: King of Muay Thai Tournament 1st Round, 70 kg Tournament - Quarti di finale | Bangkok, Thailandia           |
| 17-08-2012 | Toure Abdoul       | Vincitore/trice | TKO              | Thai Fight Extreme 2012                                                                      | Leicester, Inghilterra        |
| 17-04-2012 | Rustem Zaripov     | Vincitore/trice | KO               | Thai Fight 2012                                                                              | Pattaya, Thailandia           |
| 21-01-2012 | Džabar Askerov     | Vincitore/trice | Decisione        | Yokkao Extreme 2012                                                                          | Milano, Italia                |
| 18-12-2011 | Frank Giorgi       | Vincitore/trice | Decisione        | Thai Fight 2011 70 kg Tournament - Finale                                                    | Bangkok, Thailandia           |
| 27-11-2011 | Mickael Piscitello | Vincitore/trice | KO               | Thai Fight 2011 70 kg Tournament, Semi finali                                                | Bangkok, Thailandia           |

## Titoli
- 2015: Campione del mondo Wu Lin Feng
- 2015: Campione del mondo WMC Muay Thai (- 70 kg)
- 2014: Secondo classificato al K-1 World MAX 2014 World Championship
- 2014: Campione del mondo WBC Muay Thai (- 70 kg)
- 2014: Campione del mondo WMC Junior pesi medi (- 70 kg)
- 2013: LiverKick.com Comeback of the Year
- 2012: Campione nel Thai Fight Tournament 2012 (- 70 kg)
- 2011: Campione nel Thai Fight Tournament 2011 (- 70 kg)
- 2011: Campione del WMC World Junior (pesi medi)
- 2010: Campione del mondo nello Shoot Boxing S-Cup
- 2009: Campione del mondo nel WMC/MAD Muay Thai
- 2006: Campione del K-1 World MAX 2006
- 2006: Campione del WMC Super-Welterweight
- 2005: Campione del mondo nel S-1 Super-Welterweight
- 2005: Finalista del K-1 World MAX 2005
- 2004: Campione del K-1 World MAX 2004
- 2003: Campione del KOMA GP (pesi leggeri)
- 2002: Vincitore del Toyota Muay Thai Marathon Tournament, classe 140lb.
- 2002: Campione dell'Omnoi Stadium (pesi leggeri)
- 2001: Campione nel Professional Boxing Association of Thailand (pesi piuma)
- 2001: Campione dell'Omnoi Stadium (pesi piuma)